# 富士タクシー (鹿児島県)

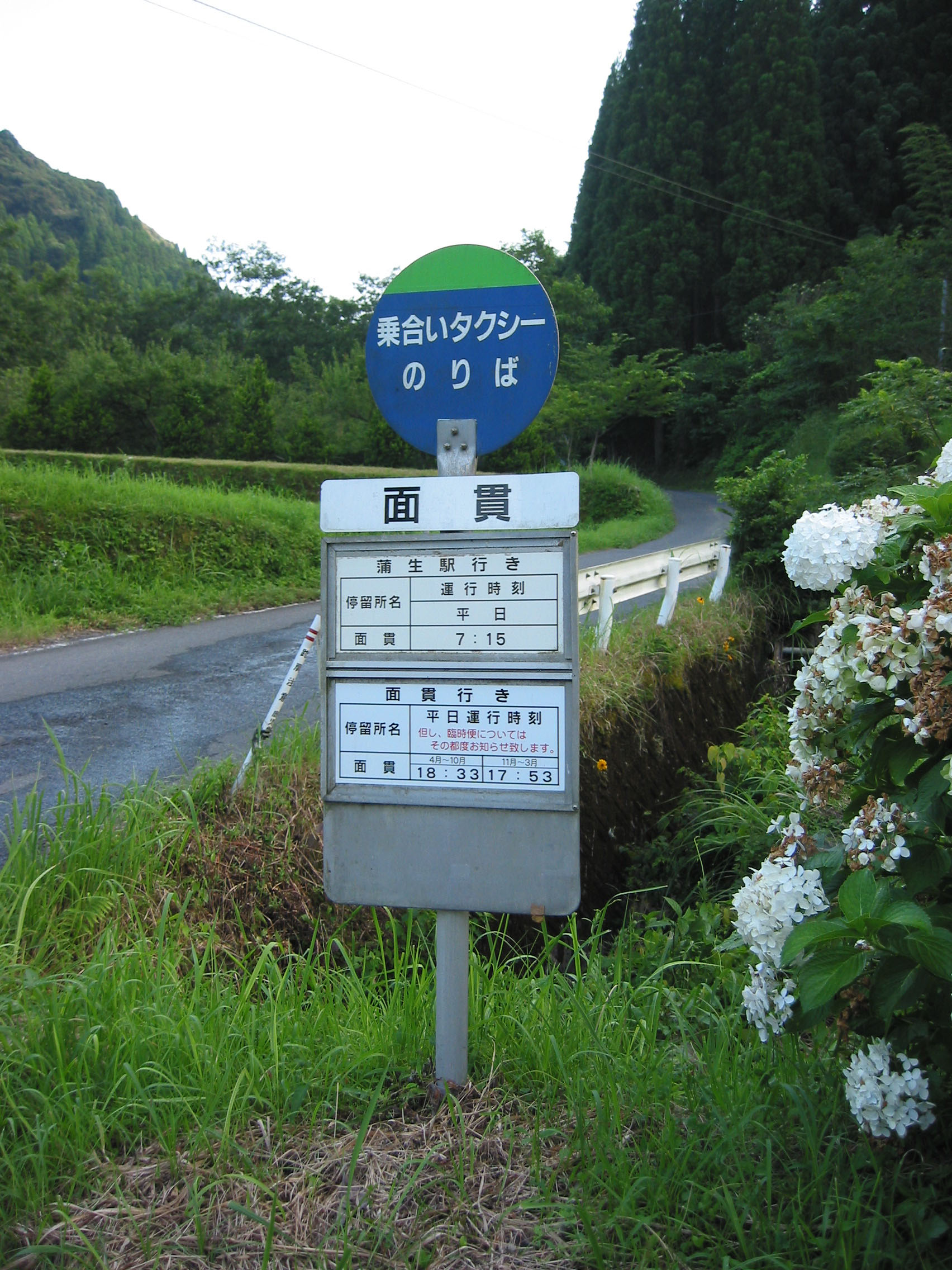
乗合タクシーの停留所

富士タクシー有限会社（ふじタクシー）は、かつて鹿児島県姶良市蒲生町に本社を置いていたタクシー事業者である。旧蒲生町から継承した姶良市の乗合タクシーを運行していた。

## 概要
1995年4月6日、前日限りで廃止された九州旅客鉄道の路線バス（塞瀬戸 - 酒屋段）の廃止代替として、市町村合併前の姶良郡蒲生町が「蒲生町乗合タクシー」を運行開始した。当時の運行区間は蒲生町 - 酒屋段間。
2010年3月23日、蒲生町は周辺自治体と合併（新設合併）して市制施行し姶良市が発足。これに伴い「蒲生町乗合タクシー」は姶良市へ継承され、旧蒲生町域を運行する蒲生地区乗合タクシーとなった。
姶良市発足後も、旧蒲生町域で、以下の乗合タクシーを1路線運行していた（平日のみ運行）。
- 蒲生駅 - 楠田 - 白男下 - くすの湯 - 税所公園前 - 真黒 - 酒屋段 - 面貫

2021年時点で、蒲生地区の乗合タクシーは3路線に増えていたが、同年4月1日から、運行事業者が第一交通産業（姶良営業所）へ変更された。